# Milka Planinc
Milka Planinc (Žitnić, 1924. november 21. – Zágráb, 2010. október 7.) horvát kommunista politikus volt. 1982 és 1986 között a Jugoszláv Szocialista Szövetségi Köztársaság miniszterelnöke, az első és egyetlen nő, aki ezt a tisztséget betöltötte. Planinc volt az első női kormányfő egy diplomáciailag elismert szocialista államban Európában.

## Élete
Milka Malada néven született vegyes, horvát-szerb etnikumú családban Žitnićben, egy Drniš közelében fekvő kis faluban, Dalmáciában. Apja Nikola Malada, anyja Stana Kašić volt. Apja nyíltan Radić-párti volt, aki azért került börtönbe, mert horvát hazafiként nyilvánosan támadta I. Sándor jugoszláv királyt. Édesanyja ortodox szerb volt, de amikor hozzáment Milka apjához áttért a katolicizmusra. 1930-ban Milka szüleivel Splitbe költözött, ahol 1947-ig élt. Itt járt iskolába, amíg a második világháború kitörése meg nem szakította tanulmányait. 1941-ben csatlakozott a Kommunista Ifjúsági Szövetséghez (SKOJ), abban az évben, amikor náci Németország megtámadta Jugoszláviát, és felosztotta az országot a német, olasz, magyar és bolgár megszálló hatóságok között. Hamarosan megalakult a Josip Broz Tito vezette partizán ellenállási mozgalom, és Planinc türelmetlenül várta a napot, amikor elég idős lesz ahhoz, hogy csatlakozzon Jugoszlávia Antifasiszta Nemzeti Felszabadítási Tanácsához.
19 évesen Planinc csatlakozott a partizánokhoz, és Tito odaadó híve lett. 1944-ben csatlakozott a Jugoszlávia Kommunista Pártjához. A 11. dalmáciai partizán hadosztály megyei biztosa lett, akinek feladata a párt elveinek és politikájának tanítása, valamint a párthűség biztosítása volt. Planinc éveket töltött a partizánok és a kommunista párt szolgálatában, és amikor átvették az irányítást az egész régió felett, hogy továbbtanuljon, beiratkozott a zágrábi közigazgatási főiskolára. Simo Dubajić partizánparancsnok, akit háborús bűnökkel is vádoltak, később azt állította, hogy Planinc részt vett a háború utáni Kočevski Rog-i mészárlásban. Planinc visszautasította Dubajić vádjait, és politikai spekulációnak nevezve azokat. Személyesen is szorgalmazta, hogy ezeket a bűncselekményeket kivizsgálják, valamint jogilag és tudományosan feldolgozzák.
1950-ben hozzáment egy Zvonko Planinc nevű mérnökhöz. A párnak egy fia és egy lánya született.

## Politikai pályafutása
Planinc a Horvátországi Kommunisták Szövetségében kezdte politikai pályafutását. Oktatásra, agitációra és propagandára szakosodott, és 1959-ben beválasztották a Horvátországi Kommunisták Szövetsége végrehajtó testületébe, a Központi Bizottságba. Miután Zágrábban különböző posztokat töltött be, 1957-ben a trešnjevkai népgyűlés titkáraként, majd 1961-ben Zágráb város kulturális ügyekért felelős titkáraként lett Zágráb Város Kommunista Szövetség Végrehajtó Bizottságának titkára, majd 1963-ban a Horvát Szocialista Köztársaság oktatási minisztere, és ebben a pozícióban maradt 1965-ig. A pártban nagyobb előrelépésére csak 1966-ban került sor, amikor beválasztották a Horvátországi Kommunisták Szövetségének Elnökségébe, majd 1968-ban a Horvátországi Kommunisták Szövetségének Végrehajtó Bizottságába. 1967–1971 között a Horvát Szocialista Köztársaság Nemzetgyűlésének elnöke volt.
A horvát tavasz eseményei után a horvát párt vezetését leváltották, és Planinc 1971-ben a Központi Bizottság elnöke lett. Döntött többek között Franjo Tuđman, Marko Veselica, Dražen Budiša, Šime Đodan és Vlado Gotovac letartóztatásáról, akik mind részt vettek a horvát tavasz eseményeiben. 1982-ig a Horvátországi Kommunisták Szövetségének vezetője maradt.

### Jugoszlávia miniszterelnökeként
Amikor Tito 1980-ban meghalt, egy nyolc vezetőből álló rotációs államvezetést hagyott maga után, ahol a vezetők mindegyik szövetségi egységből felváltva kerültek ki. 1982. április 29-én a Jugoszláviai Dolgozó Nép Szocialista Szövetségének Szövetségi Konferenciája jóváhagyta a Planinc által benyújtott miniszteri listát, 1982. május 15-én pedig a Nemzetgyűlés két házának közös ülésén a Szövetségi Végrehajtó Tanács vezetőjévé nevezték ki; így ő lett a miniszterelnök. Ő lett az első nő, aki ilyen magas posztot töltött be az ország 64 éves történetében. A Planinc új kormányzati szerve a 29 tagból álló Szövetségi Végrehajtó Bizottság volt. Ennek a bizottságnak minden tagja új volt, kivéve ötöt, akik már a régi bizottságnak is tagjai voltak. 1982 és 1986 között Jugoszlávia Szövetségi Végrehajtó Tanácsának (miniszterelnökségének) volt az elnöke (a miniszterelnöknek egyenértékű poszt). Miniszterelnöki mandátuma arról emlékezetes, hogy a kormány végül a külső adósság szabályozása mellett döntött, melyet Jugoszlávia elkezdett visszafizetni. A szükséges eszközök elérése érdekében kabinetje néhány éven keresztül korlátozó gazdasági intézkedéseket vezetett be.
Az 1974-es alkotmány nagyon csekély felhatalmazást hagyott a központi kormányzatnak, mivel a hatalmat külön köztársaságokra osztották. Planinc Nagy-Britanniában, az Egyesült Államokban és Moszkvában tett látogatásával megpróbált nemzetközi szövetségeket kötni és újra centralizálni a központi kormányzatot. Bár washingtoni látogatásán gazdasági támogatást ígértek neki, moszkvai látogatása állítólag „sem veszteséggel sem nyereséggel” nem járt. Planinc 1985 októberében felajánlotta lemondását, de ezt nem fogadták el. 1986. február 12-én Planinc kormánya fokozott felügyelet iránti kérelmet nyújtott be a Nemzetközi Valutaalaphoz. A kérést egy hónappal később jóváhagyták. Mandátuma 1986 májusában lejárt, és hamarosan a Jugoszláv Kommunista Szövetség Központi Bizottságának tagja lett.

## Késői évei
Planinc hátralévő ideje azzal telt, hogy az európai kommunizmus összeomlásával együtt átélje a délszláv háborúkat. 1993-ban férje meghalt, fia, Zoran pedig 1994-ben öngyilkos lett. Az 1990-es évek végétől haláláig Planinc kerekesszéket igényelt, és ritkán hagyta el otthonát. 85 éves korában, 2010. október 7-én bekövetkezett haláláig Zágrábban élt. A zágrábi Mirogoj temetőben temették el.

## Fordítás
Ez a szócikk részben vagy egészben  a   Milka Planinc című angol Wikipédia-szócikk ezen változatának fordításán alapul.  Az eredeti cikk szerkesztőit annak laptörténete sorolja fel. Ez a jelzés csupán a megfogalmazás eredetét és a szerzői jogokat jelzi, nem szolgál a cikkben szereplő információk forrásmegjelöléseként.